# Za friko
Za friko – piąty studyjny album Krzysztofa "K.A.S.Y." Kasowskiego. Ukazał się 1 lipca 2002 nakładem BMG Poland.
Album promowały dwa single: Zostań po koncercie i Za friko, do których powstały teledyski.

## Lista utworów
Opracowano na podstawie materiału źródłowego. Na okładce nie wymieniono długości trwania poszczególnych utworów.
1. Zostań po koncercie
2. Kto nie daje nie dostaje
3. To Afryka
4. Reality show
5. Jedna rasa
6. Afrodyzjak
7. Za friko
8. Dżu-dżu 2002
9. Zrobię tak
10. Kelino
11. Kto nie daje nie dostaje (Mix)

Płyta zawiera również teledysk do utworu Zostań po koncercie.

## Twórcy
- Krzysztof Kasowski – śpiew, muzyka, teksty, aranżacje, miksowanie, gitary
- Mamadou Diouf – śpiew (utwór 9), tłumaczenia na język wolof
- Daniel "Calabash" Oware – śpiew (utwór 3), tłumaczenia na język ganeni
- Olissa Rae – śpiew (utwory 1–2, 4–5 i 8), tłumaczenia na suahili
- Zhino Zolana – gitara (utwory 1–5, 8 i 10), tłumaczenia na język lingala
- Maciej Bielawski – gitara, kalimba, saksofon sopranowy
- Włodzimierz Kiniorski – saksofon sopranowy i tenorowy
- Paweł Mazurczak – kontrabas
- Michał Jelonek – skrzypce
- Jacek Gawłowski – mastering i miksowanie (utwór 1)
- Grzegorz "Olo" Detka – mastering i miksowanie (pozostałe utwory)
- Grzegorz Pędziński, Hubert Skoczek – projekt okładki
- Szymon Kobusiński – zdjęcia na okładce